# Chaoscompany
Chaoscompany je výtvarná skupina z Olomouce. Zabývá se zejména instalacemi, performancí, streetartem, literaturou a grafikou.

## Skupina
Umělci pracují společně, ale vytváří také samostatná díla. Název skupiny Chaoscompany či Chaos©mpany je odvozen od autorského periodika „Chaos“, jejího zakladatele, Václava Cibulky. Postupem času skupinu rozšířili další členové z okruhu studentů Katedry výtvarné výchovy Univerzity Palackého. Působí na různých kulturních akcích zejména v Olomouci, ale i v zahraničí (Upfest, Performance Crossings, Koma festival, festival UFO BUFO, Digital Forest, Art Jam Bolatice).

### Aktivní členové
- Věra Kopková
- Dosy Doss (Jiří Dosoudil)
- Just Martin

### Neaktivní a bývalí členové
- Teryll
- Ideální Člověk
- Václav Cibulka

## Výstavy
- 2015: Lomená galerie, Olomouc

- 2016:
  - Lomená galerie, Olomouc
  - MEZIČAS, Umělecké centrum Univerzity Palackého, Olomouc
  - Galerie N7, Prostějov[7]
  - Prožitek z Chaosu, Art Studio, Olomouc
- 2017: Exkurze do Realit, Galerie U Mloka, Olomouc[8]
- 2019:
  - Hnízdění, Galerie U Mloka, Olomouc[9]
  - Zásah X, Lomená galerie, Olomouc[10]